# Anagram
Et anagram er et ord eller en sætning, som er dannet ved omflytning af et andet ords bogstaver; typisk således at en ny betydning opstår.
Palindromer udgør en delmængde af de mulige anagrammer, og er ord eller sætninger, der giver mening læst såvel forfra som bagfra.

## Eksempler

### Danske eksempler
Herunder er nogle danske eksempler på anagrammer:
- Kaste = taske
- Knud = dunk
- Amok = koma
- Pia Kjærsgaard - Kaja græd i Spar
- Martin Geertsen - Gratinmesteren

### Engelske eksempler
Nogle engelske eksempler:
- Schoolmaster = the classroom
- Madame Curie = radium came
- The morse code = here come dots
- Desperation = a rope ends it
- The meaning of life = the fine game of nil

## Brugt

### Harry Potter
- Romeo G. Detlev Jr. = Jeg er Voldemort (Engelsk: Tom Marvolo Riddle = I am Lord Voldemort)

### Doctor Who
- Doctor Who = Torchwood

## Eksterne links
- Anagrammer med danske ord
- Anagrammer på flere sprog Arkiveret 26. april 2006 hos  Wayback Machine
- The Anagram Times